# Phleius

Lage von Phleius

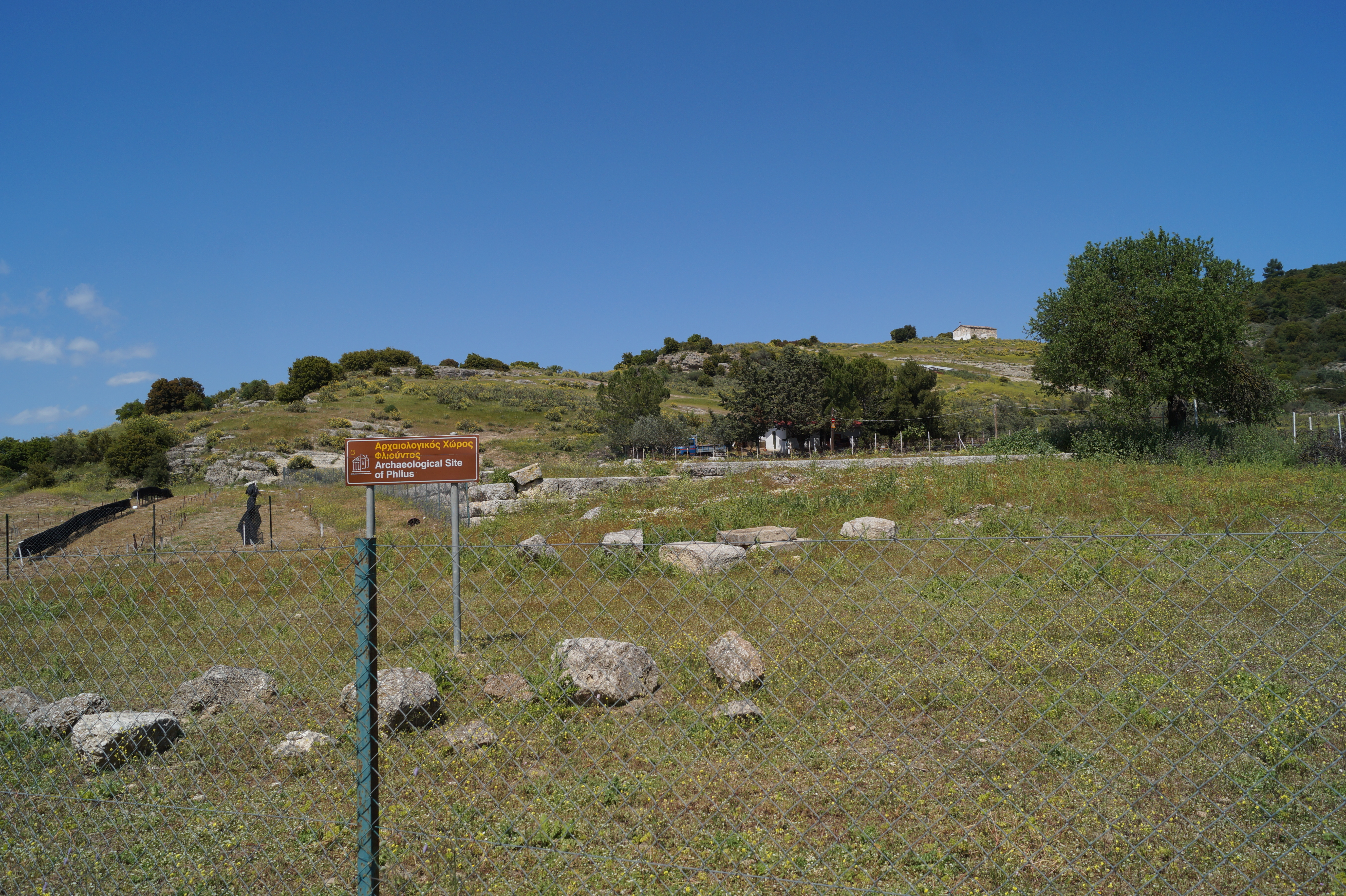
Blick auf einen Teil der Ausgrabungsstätte

Phleius (altgriechisch Φλειοῦς Phleioûs, Gen. Φλειούντος Phleioúntos, seltener Φλιοῦς Phlioûs, lateinisch Phlius) war eine antike, erst ionische, dann dorisierte Stadt in der nordöstlichen Peloponnes und der Hauptort des durch seinen Wein berühmten Gebiets am oberen Asopos.

## Lage
Die Stadt lag im Nordosten der etwa 300 m hoch gelegenen phliasischen Ebene etwa 2 km nördlich des modernen Nemea. Eine Straße entlang des Asopos führte zum nördlich gelegenen Sikyon. Titane lag nördlich, Kleonai und das Heiligtum von Nemea lagen östlich und Stymphalos westlich. Südlich schloss sich die Argolis an.

## Überlieferung
Aras soll der erste Bewohner der phliasischen Ebene gewesen sein. Er gründete die Stadt Arantia auf einem Hügel. Strabon berichtete, dass dieser Hügel 30 Stadien (etwa 6 km) von dem späteren Phleius entfernt lag. Wo diese lag, ist nicht bekannt. Manche vermuten sie bei Aidonia, andere auf dem Polyfengos oder auf dem Hügel Agia Irini. Bald darauf wurde die Stadt Araithyrea genannt. Als Herakles von den Hesperiden zurückkehrte soll er in die Stadt gekommen und mit Oineus zusammen getroffen sein. Da Oineus Mundschenk Kyathos schlechten Wein servierte schlug Herakles ihm mit einem Finger auf den Kopf und tötete ihn so. Auch Amphiaraos soll sich in Araithyrea aufgehalten haben. Pausanias zeigte man ein Haus, in dem er das erste Mal geweissagt haben soll.
Dysaules, der Bruder des Keleos führte in Araithyrea Mysterien für Demeter ein. Als er starb, wurde er am Ort Keleai an dem sich auch das Demeter-Heiligtum befand begraben. Später wurde die Stadt auf den heute bekannten Hügel verlegt und nach Phlias, dem Sohn des Dionysos und der Araithyrea Phleius genannt. Phleius heiratete Chthonophyle und zeugte Androdamas. Schließlich zog Rhegnidas gegen die Stadt. Die Einwohner ergaben sich. Einige Einwohner waren mit der Herrschaft des Rhegnidas nicht einverstanden und zogen nach Klazomenai oder mit Hippasos nach Samos.
Phleius hatte über die längste Zeit seiner Geschichte eine aristokratische Verfassung und hielt bis nach dem Peloponnesischen Krieg zu Sparta. Aus der zweiten Hälfte des 6. Jahrhunderts v. Chr. ist der Tyrann Leon überliefert. 480 v. Chr. entsandte Phleius 200 Kämpfer zur Schlacht bei den Thermopylen und im folgenden Jahr sogar 1000 Mann zur Schlacht von Plataiai.
394 v. Chr. wurde infolge einer demokratischen Bewegung die seit kurzem bestehende Oligarchie gestürzt und die Gegner der Demokratie verbannt. Auch die Beziehungen zu Sparta, das stets gegen demokratische Verfassungen eintrat, wurden beeinträchtigt. Kurze Zeit später zog Iphikrates gegen Phleius. Er legte einen Hinterhalt und verwüstete das Land. Als die Phleiasier heranzogen, brachen die Truppen aus ihrem Hinterhalt hervor und besiegten die Phleiasier und machten viele nieder. Daraufhin zogen sie sich aus Angst in ihre Stadt zurück. Ihnen blieb nichts anderes übrig, als die Spartaner um Hilfe zu ersuchen. Diese entsandten ein Kontingent zur Verteidigung der Stadt, und als die Gefahr gebannt war, zogen sie ohne Auflage wieder ab. Nachdem Agesilaos II. Mantineia erobert hatte, ging man auf die Spartaner zu und nahm die Verbannten wieder auf. Als es immer wieder zu Auseinandersetzungen zwischen den Verbannten und Demokraten kam, zog Agesilaos II. 380 v. Chr. gegen Phleius und eroberte es schließlich 379 v. Chr. nach 20-monatiger Belagerung. Nun setzte er eine hundertköpfige Ratsversammlung in Phleius ein, die zur Hälfte aus Verbannten und zur Hälfte aus Demokraten bestand. Diese sollten eine neue Verfassung erarbeiten.
Während des Thebanischen Kriegs blieb Phleius Sparta treu. Die Argiver besetzten das Trikaranon-Gebirge südöstlich von Phleius und bauten dort eine Befestigung. Sikyon eroberten Thyamia und beide setzten der Stadt ständig zu. 368 v. Chr. versuchten die Gegner der Demokratie die Stadt zu übernehmen. Dies gelang jedoch erst als Agesilaos II. die Stadt eroberte und die Demokraten verbannte. Kurze Zeit später begaben sich Arkadier und Elier zu Epaminondas am Isthmus von Korinth. Als sie an Phleius vorbeizogen, konnten die Verbannten sie überzeugen sie bei der Zurückeroberung zu helfen. Sie wurden jedoch erfolgreich abgewehrt. Auch ein Angriff durch Epaminondas und Euphron von Sikyon im darauffolgenden Jahr schlug fehl. Athen entsendete Chares zur Unterstützung von Phleius und 362 v. Chr. kam es schließlich zu einem Bündnis zwischen den beiden Städten.
Aus Hellenistischer Zeit sind die Quellen spärlich. Im Lamischen Krieg 323/2 v. Chr. kämpfte Phleius an der Seite Makedoniens. 303 wurde die Stadt von Demetrios I. Poliorketes genommen. In der zweiten Hälfte des 3. Jahrhunderts v. Chr. regierte hier der Tyrann Kleonymos. Auf Betreiben von Aratos von Sikyon trat dieser jedoch 229 v. Chr. zurück und Phleius trat dem Achaiischen Bund bei. 225 v. Chr. wurde die Stadt kurzzeitig von Kleomenes III. besetzt. Während des Zweiten Makedonisch-Römischen Kriegs wurde 197 v. Chr. das Umland von makedonischen Truppen verwüstet.

## Beschreibung
Nach Pausanias befand sich in Phleius eine Kultstätte der Hebe. Ihr Heiligtum sei eine Asylstätte und mit einem Fest namens Kissotomoi (Efeuschnitt) verbunden. Auch ein Tempel der Hera mit einem marmornen Kultbild existiere in Phleius.
Noch heute finden sich Überreste der antiken Stadt in der Nähe des Dorfes Agios Georgios (37° 38' 36" N, 22° 34' 33" E). Oberirdisch blieben Teile der Stadtmauer sowie eines Theaters erhalten. Ausgegraben wurden zudem unter anderem das Osttor der Stadt (sogenanntes „Korinthisches Tor“), ein kleiner, möglicherweise der Demeter geheiligter Tempel auf dem Stadtberg sowie eine Basilika aus hellenistischer Zeit.

## Söhne und Töchter der Stadt
Obwohl Phleius in politischer Hinsicht zweitrangig war, besaß es in der Antike offenbar ein reiches Kulturleben. Aus der Stadt stammt eine ganze Reihe für die griechische Kunst und Kultur bedeutsamer Personen:
- Aristias, Dramatiker, führte in Athen das Satyrspiel ein
- Kleagoras, Maler
- Pratinas, Dramatiker
- Prokles (Phleius), Aristokrat
- Thrasyllos, Musiker
- Timon (etwa 320–230 v. Chr.), Philosoph und Dichter

Auch Echekrates, dem in Platons Dialog Phaidon die Titelgestalt von Sokrates’ Unsterblichkeitslehre berichtet, stammt aus Phleius (Phaidon 57a), und die Forschung geht davon aus, dass der stark von pythagoreischem Gedankengut geprägte Dialog sogar vor einer Versammlung von Pythagoreern in ebendieser Stadt spielt. Die Existenz einer Gruppe von Pythagoreern in Phleius bezeugt Diogenes Laertios (VIII 46), der auch Echekrates nennt.